# Sint-Johanneskerk (Malchin)
De Sint-Johanneskerk (Duits: St. Johanniskirche) is een protestantse kerk in het Mecklenburgse stadje Malchin. 

## Geschiedenis
In het jaar 1247 bevestigde de bisschop van Kammin de stichting van de parochie van Malchin. Ze werd aan de Heilige Maagd en de evangelist Johannes gewijd. Samen met een groot deel van de stad brandde in 1397 de parochiekerk af. In hetzelfde jaar werd nog begonnen met de bouw van een nieuwe kerk in de stijl van de gotiek. De financiering van de bouw vond voornamelijke plaats uit de verkoop van aflaten. Rond 1440 bereikte de herbouw van de kerk in hooggotische stijl haar voltooiing. 
In 1549 werd de reformatie in Mecklenburg ingevoerd. Op dat moment bezat de Johanneskerk nog 30 altaren en 6 kapellen. De toren kreeg in 1662 een nieuwe barokke bekroning, nadat de gotische spits in 1648 instortte. Op 2 november 1806 bezette, onder leiding van Joachim Murat (groothertog van Berg), een leger van 15.000 Franse soldaten de stad Malchin. De stad werd geplunderd; het kerkgebouw ontheiligd en in gebruik genomen als stro- en hooischuur. 
De Johanneskerk werd in 1875 van een nieuw orgel voorzien en in 1881 volgde een nieuwe, neogotische inrichting. 
Tijdens de Eerste Wereldoorlog moesten de koperen bedekking van de toren en de orgelpijpen worden afgegeven voor de oorlogsindustrie. Na enige tijd een nooddak te hebben gehad, werd de toren in 1929 weer opnieuw van koperbedekking voorzien. 
De Johanneskerk was in 1989 een plaats waar vele burgers gebedsdiensten voor de vrede bijwoonden, om zo verzet te bieden tegen het DDR-regime.

## Beschrijving
Het kerkgebouw is een representant van de Noord-Duitse baksteengotiek. De drieschepige basiliek bestaat uit een 42 meter lang en 22 meter hoog kerkschip van zes traveeën. Het koor heeft een 5/8 afsluiting. De 67 meter hoge toren staat op de noordwestelijke hoek van het kerkgebouw en kan worden beklommen. De toren heeft een klokvormige bekroning en is in de zuidelijk georiënteerde Mariakapel (Duits: Marienkapelle) en het oostelijke georiënteerde kerkschip geïntegreerd.

## Interieur

### Kerkschip
Het middelste schip bestaat uit zes traveeën en wordt overdekt door gedetailleerd beschilderde stergewelven. Bij de trappen van het verhoogde koor staat in een uitsparing het doopvont uit de eerste helft van de 19e eeuw. De gietijzeren voet is fijn gedecoreerd, het bovendeel en de deksel zijn van fijn geslepen graniet. Het hoofdaltaar werd in 1824 in classicistische stijl gebouwd. Het altaar-schilderij is van de hand van Wilhelm Krüger en stelt de kruisiging van Christus voor; het wordt aan elke zijde geflankeerd door een zuilenpaar. Het linker venster naast het altaar heeft als thema de geboorte van Christus, het rechter venster de opstanding van Christus. Onder de vensters zijn enkele epitafen aangebracht. Aan beide zijden van het koor staan neogotische banken die doen denken aan een middeleeuws koorgestoelte. Het kerkgebouw heeft twee kansels. De renaissance-kansel, op de grens van het koor en het zijschip, stamt uit 1571. In het schip staat een neogotische kansel uit de 19e eeuw. Voorts hangen in het kerkschip een aantal schilderijen van bekende hervormers en van een predikant en zijn er nog rijk bewerkte resten te vinden van een oud gestoelte. De fraaie barokke orgelkas dateert uit 1780. Op de orgelgalerij is nog een grafmonument van Matti Zimmermann uit het jaar 1675 voor zijn in 1674 gestorven zoon te zien. Ook zijn hier nog een middeleeuws uurwerk en een deel van een altaar, welke beide wachten op een restauratie.

### De Mariakapel
Het pronkstuk van de Johanneskerk is een waardevol gotisch Maria-altaar uit circa 1440. Het betreft het voormalige hoofdaltaar van de kerk en staat tegenwoordig in de met stergewelven overdekte Mariakapel opgesteld. De linkervleugel toont scènes uit het leven van Johannes de Doper, het linker middendeel heeft de kruisweg als thema en het rechter middendeel de geboorte van Christus, de rechtervleugel toont de werken van Johannes de evangelist. Tijdens de vastentijd is het altaar in gesloten stand en zijn slechts de figuren van Maria, Jezus, de evangelist Johannes en Johannes de Doper te zien. Met Pasen en Kerstmis wordt het altaar tijdens een plechtige dienst geheel geopend. In geheel geopende stand worden centraal een tronende Maria en Jezus onder een baldakijn getoond. Naast deze scène bevinden zich dan op het middendeel aan weerszijden twee rijen van telkens vier heiligen. De linker- en rechtervleugel bevatten elk 10 heiligen, eveneens verdeeld over twee rijen. Onder de beelden bevinden zich o.a. zeven gekroonde vorstinnen, Petrus, Paulus en Andreas.
Op de galerij van de Mariakapel is een kruisigingsgroep uit de 15e eeuw te vinden. Daarnaast staat eveneens op de galerij een bespeelbaar Lütkemüllerorgel uit de tweede helft van de 19e eeuw.
De Mariakapel is als winterkerk in gebruik.

## Orgel
Achter de barokke orgelkas van 1780 bevindt zich het door Friedrich Friese III vervaardigde orgel uit 1878. Het mechanische sleepladen-instrument heeft 28 registers op twee manualen en pedaal.